# Die Gräfin von Monte Christo (1932)
Die Gräfin von Monte Christo ist eine deutsche Kriminalfilmkomödie aus dem Jahre 1932 von Karl Hartl mit Brigitte Helm, Rudolf Forster, Gustaf Gründgens und Lucie Englisch in den Hauptrollen.

## Handlung
Wien, zu Beginn der 1930er Jahre. Die beiden Komparsinnen Jeanette und Mimi warten auf ihre große Chance als Schauspielerin. Eines Tages hat Jeanette Glück, als ihr der Aufnahmeleiter Spitzkopf eine kleine Rolle in einem Film verspricht. Die 20 österreichischen Schillinge, die sie dafür erhält, hat sie bitter nötig. In dem anstehenden Film soll Jeanette eine feine, elegante Dame spielen, die in einem Auto mit ihrer Zofe vor dem Eingang eines Spitzenhotels vorfährt. Auch privat hat die junge Frau Probleme: Ihr Freund, der Journalist Stephan Riel, droht seinen Job zu verlieren, da seine Stelle das Opfer einer Einsparung werden soll. Dieses Problem führt dazu, dass sich die beiden Verlobten ernsthaft streiten. Die Filmproben haben begonnen, und endlich soll Jeanettes Szene mit ihrer Freundin Mimi, die vor der Kamera für die Rolle der Zofe ausgewählt wurde, abgedreht werden. Doch Jeanette, durch endlose Schikanen des Regisseurs, der sie ständig eine Szene wiederholen lässt, mürbe geworden, macht einen verhängnisvollen Fehler: Anstatt, wie geplant vor dem vornehmen Hotel anzuhalten, fährt Jeanette mit der Filmkarosse einfach weiter und landet schließlich vor einem Luxushotel in Wien-Simmering. Hier aber ist weit und breit niemand von der Filmcrew zu sehen. Zu allem Überfluss hält man im mondänen Wintersporthotel Jeanette, die ihre Grande-Dame-Rolle des Films tief verinnerlicht hat und dementsprechend edel gekleidet ist, für die lang erwartete Gräfin von Monte Christo. Jeanette und Mimi ist dabei nicht wohl, aber dennoch spielen sie zunächst einmal ihre Rollen vor dem Hotelpersonal weiter.
Zeitgleich zu Jeanette und Mimi checken auch zwei ausgemachte Gauner und Hochstapler ein, die sich Rumowski und der „Baron“ nennen. Ihr Auftritt und ihre Erscheinung sind gleichfalls recht edel, und sie umgibt ein Flair weltmännischer Weitgereistheit. Das genau ist ihre Masche. Sie haben es auf die Wertgegenstände und Preziosen der normalerweise recht vermögenden Hotelgäste abgesehen. Als der „Baron“ aber in Jeanettes Zimmer einbricht und in ihrem aufgebrochenen Koffer nur wertloses Zeug (was als Teil einer Filmrequisite durchaus nicht ungewöhnlich ist) entdeckt, glaubt der feine Pinkel, dass es sich bei Jeanette um eine „Berufskollegin“ von ihm und Rumowski handeln müsse. Der „Baron“ reagiert ebenso spontan wie schnell und meldet bei der Hoteldirektion seinen eigenen Einbruch in Jeanettes Zimmer, um wenigstens mittels Versicherungsbetrugs zu einem Verdienst zu kommen. Da das Hotel auf derartige Publicity gut und gern verzichten kann, ist man vorauseilend bereit, die angeblich wertvollen Kleider der „Gräfin“ vollkommen zu ersetzen. Die Dinge verkomplizieren sich, als Jeanette und Rumowski einander kennen lernen und sich ineinander verlieben. Der wiederum muss nun seinen „Bruder im Geiste“, den „Baron“, von Jeanette fernhalten, um sie vor schlimmerem zu bewahren. Der ausgebootete Ganove verpfeift daraufhin seinen Konkurrenten bei der Polizei, sodass Rumowski verhaftet wird. Jeanette und Mimi, die Angst haben, in den Fall hineingezogen zu werden, türmen mit dem entwendeten Filmauto. Vor einem Polizeirevier halten die beiden Damen an und informieren erst die Polizei, die schon nach ihnen fahndet, und dann Stephan. Der kann damit endlich einen journalistischen Scoop landen und wird seine Stelle bei der Zeitung behalten. Jeanette wiederum erhält große mediale Aufmerksamkeit und wird demnächst mit größeren Filmrollen rechnen können.

## Produktionsnotizen
Die Gräfin von Monte Christo entstand zwischen dem 18. Dezember 1931 und dem 23. Januar 1932 in den UFA-Filmateliers in Neubabelsberg sowie auf dem Semmering in Wien.
Der Film erlebte seine Uraufführung am 19. April 1932 im Wiener Apollo-Kino. Die deutsche Erstaufführung erfolgte am 22. April 1932 im Berliner UFA-Palast am Zoo.
Eugen Kürschner übernahm auch die Produktionsleitung, Produzent Gregor Rabinowitsch zeichnete auch als künstlerischer Leiter verantwortlich. Eduard Kubat übernahm die Aufnahmeleitung. Robert Herlth und Walter Röhrig gestalteten die Filmbauten. Viktor von Struve war Regieassistent. Artur Guttmann übernahm die musikalische Leitung, es spielte das Orchester unter der Leitung von Barnabás von Géczy. Die Musiktexte stammen von Drehbuchautor Walter Reisch. Für den Ton zeichnete Walter Rühland verantwortlich.

## Wissenswertes
Derselbe Stoff wurde noch drei weitere Male verfilmt:
- 1934 und 1948 in Hollywood unter dem Titel dem englischen Titel The Countess of Monte Cristo.
- 1957 in der Bundesrepublik Deutschland unter dem Titel Einmal eine große Dame sein.
- Der amerikanische Film Die Gräfin von Monte Christo (1946) hat nichts mit diesem Stoff zu tun, sondern ist eine Fortsetzung von Der Graf von Monte Christo.

## Kritiken
Herbert Jhering urteilte im Berliner Börsen-Courier: Lucie Englisch “ist (auch als falsche Zofe der falschen Gräfin) sehr publikumswirksam. Ihr Spiel ist auch da, wo der Film für Minuten in eine Englisch-Posse abzugleiten droht, die notwendige Konzession an das breitere Publikum. (...) Die Gräfin von Monte Christo – der beste Ufafilm der letzten Zeit. Das Publikum war begeistert. Hier liegt der Weg. Ein Publikumsfilm und doch keine Geschmacklosigkeit.”
Die Österreichische Film-Zeitung befand: „Der Autor Walter Reisch hat es verstanden, die Handlung bis zu der Pointe, die man nicht voraussieht, interessant zu steigern. Alle Darsteller sind ausgezeichnet. (…) der Regisseur Hartl hat mal wieder einen höchst wirkungsvollen Film geschaffen.“
Im Tagesspiegel ist zu lesen: „Der von Karl Hartl inszenierte Film wechselt das Genre so abrupt wie die Protagonistin ihren Lebensstil. Man flieht mit ihr aus der Wirklichkeit und landet in der heilen Ufa-Welt. Dass man der statuarisch schönen Brigitte Helm die Komparsin abnehmen konnte, war einem akustischen Schönheitsfehler zu verdanken, der in Stummfilmen wie ‚Metropolis‘ nicht auffiel: ihrer ziemlich gewöhnlichen, ungeschulten Stimme.“